# Bé Dubbe
Berend (Bé) Dubbe (Deventer, 7 april 1919 – Deventer, 14 juli 2016) was een Nederlands pianist, arrangeur en componist. Hij werkte gedurende zijn carrière met de orkesten van Ernst van 't Hoff, Ted Powder (bekend van de samenwerking met Rita Reys), Fud Candrix, Willy Langestraat, Boyd Bachmann, en het trio van de Amerikaanse tenor saxofonist Don Byas.
Als arrangeur werkte hij voor de big band The Skymasters en het dansorkest van de omroep KRO (het K.R.O. Amusementsorkest, opgericht in 1946 door Klaas van Beeck).
Twee van zijn composities voor Ernst van 't Hoff zijn op plaat uitgebracht: Deventer Koek (1944, Rythme, België) en Club de Nuit (1942, Decca, Nederland).

## Persoonlijk
In 1957 trouwde Dubbe met de zangeres en artieste Puck Scholten, nadat zij elkaar leerden kennen via de orkestleider Boyd Bachmann.